# 앵글로색슨 연대기

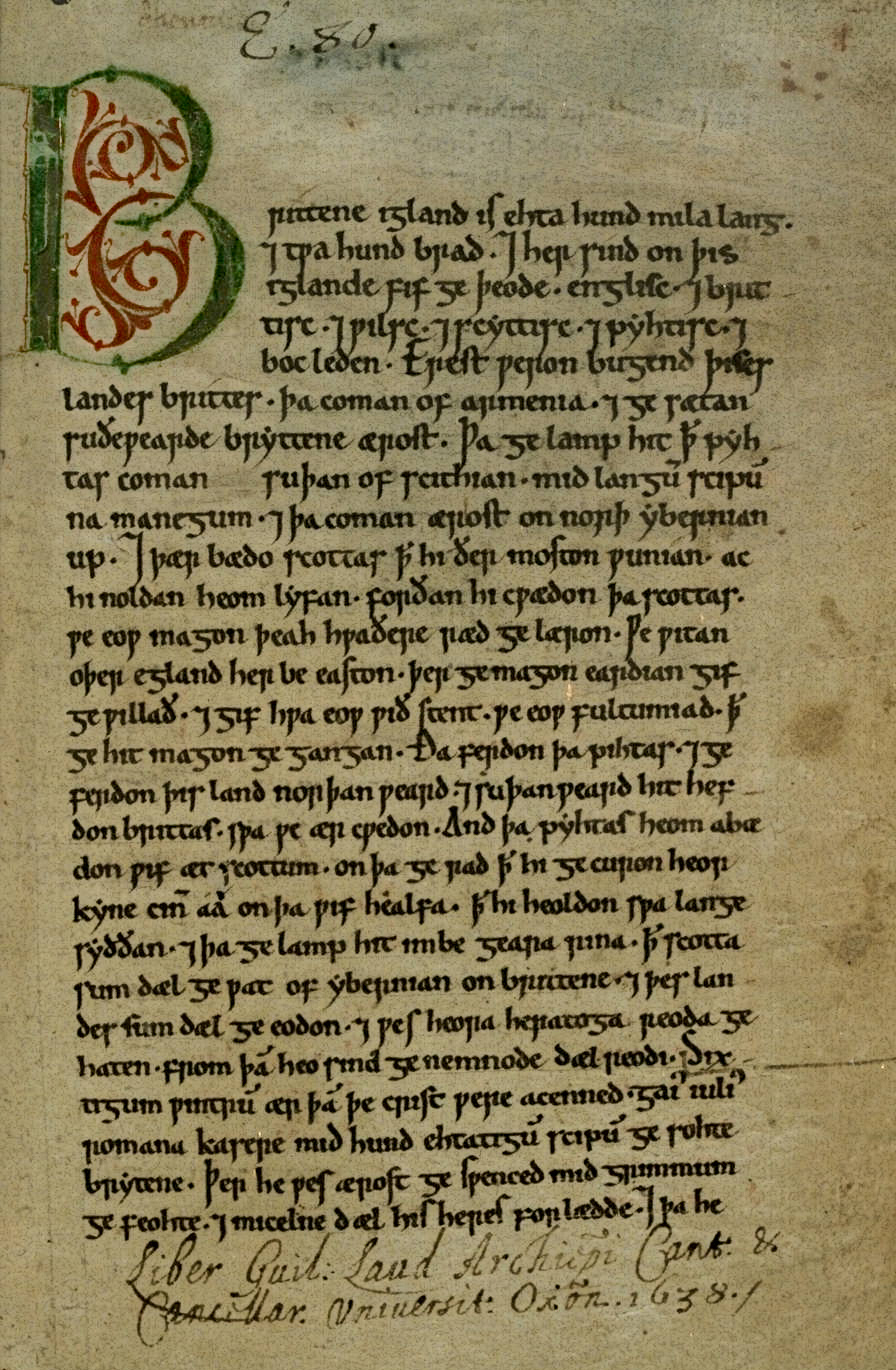
피터버러 연대기의 첫 페이지

《앵글로색슨 연대기》(영어: Anglo-Saxon Chronicle 앵글로색슨 크로니클[*])는 앵글로색슨어로 앵글로색슨인의 역사를 기록한 편년체 연대기들을 취합한 것이다. 원본은 9세기 후반 웨식스에서 쓰여졌을 것으로 짐작되며 아마도 알프레드 대왕(재위 871년 - 899년) 치세 동안 집필되었을 것이다. 원본이 작성된 후 여러 사본이 만들어져 잉글랜드 각지의 수도원으로 보내졌고, 그 이후 각각의 사본마다 독립적으로 가필되었다. 이 사본들 가운데 하나는 1154년까지도 계속하여 새로운 내용이 추가되었다.
현재 남아 있는 연대기는 9 종으로 이것들은 모두 원본이 아닌 사본이다. 역사적 가치도 사본마다 제각각인데 가장 오래된 것은 《피터버러 연대기》로 알프레드 대왕 치세 끝무렵 피터버러 대수도원에서 작성되기 시작하였다. 원래의 《피터버러 연대기》는 1116년에 있었던 수도원 화재로 소실되었고 현재 남아 있는 것은 그 이후에 다시 만들어진 것이다. 9 종의 연대기 사본은 대부분의 사건을 편년체로 기록하고 있다. 연대기에서 언급되는 사건 가운데 가장 이른 것은 기원전 60년에 있었던 율리우스 카이사르의 브리튼 침공으로 그 이후 연대기가 편집된 당시의 일까지 해를 바꿔가며 기록을 이어가고 있다. 《앵글로색슨 연대기》라고 부를 때는 이 9 종의 사본을 모두 아울러 일컸는 말이다.
연대기의 서술은 공평하지 않다. 다른 중세 시기의 기록들과 비교하면 어떤 사건은 누락되어 있기도 하고 일방적으로 한쪽 편에 서서 사건을 기술한다. 연대기 사본들 사이에도 차이가 있어 서로 상충되는 부분이 있다. 그러나 이 모든 사본을 취합한 "연대기"는 로마의 브리타니아 지배 종식에서 노르만인의 잉글랜드 정복 사이 잉글랜드의 역사를 보여주는 하나 밖에 없는 중요한 사료이다. 기록으로서의 가치 뿐만아니라 언어학적 가치도 매우 큰데, 특히 화재 이후 새롭게 편집된 《피터버러 연대기》는 중세 영어 초기의 용례를 제공한다.
현존하는 9 개의 사본 가운데 7 개는 대영 도서관이 소장하고 있고, 나머지 2 개는 각각 옥스퍼드의 보들리 도서관과 캠브리지 코퍼스 크리스티 컬리지의 파커 도서관에 소장되어 있다.

## 배경

앵글로색슨인의 잉글랜드 이주

앵글로색슨인은 지금의 덴마크를 비롯한 유틀란트반도를 중심으로 저지대 국가 부근에 살았던 게르만족의 후손들이다. 이들의 선조는 앵글인, 색슨인, 유트인 등이지만 잉글랜드에 정착할 무렵에는 이미 서로를 구분하는 것이 무의미할 만큼 동질한 문화를 공유하고 있었다. 이들은 이미 로마 제국의 속주였던 브리타니아 시기부터 용병으로 진출하여 있었고 로마가 브리튼섬에 대한 영향력을 잃은 5세기 무렵 정착하여 왕국들을 세웠다.:74 - 78쪽 앵글로색슨인이 세운 왕국으로는 에식스(Essex, 동색슨), 서식스(Sussex, 남색슨), 웨식스(Wessex, 서색슨), 머시아(Mercia, 변경국), 노섬브리아(Northumbria, 북부 험버강변 국가), 켄트(Kent, 귀퉁이땅), 이스트앵글리아(East Anglia, 동잉글랜드)의 일곱 개 국가가 있었으며 흔히 앵글로색슨 칠왕국으로 불린다.
9세기 무렵 잉글랜드의 왕국들은 새로운 적을 만나게 되었다. 바이킹 또는 데인인으로 불리는 북유럽 지역의 부족들이 침공해 왔고 이전의 앵글로색슨인이 그랬던 것처럼 영토를 점령하고 정착하기 시작했다. 이들의 영토는 데인로로 불렸으며 잉글랜드의 앵글로색슨 국가들에 커다란 영향력을 행사했다. 웨식스의 알프레드 대왕은 잉글랜드 남부의 에식스, 머시아 등의 왕국을 끌어들여 맞섰으나 고전을 면치 못하다가 878년 바이킹 구스룸의 군대와 싸워 이긴 후 평화조약을 맺을 수 있었다. 이후로도 잉글랜드는 데인인과 지속적인 갈등을 겪었으며 10세기 후반에서 11세기 중반까지는 덴마크의 크누트 대왕이 건설한 북해 제국의 속령 상태였다.
웨식스가 스스로를 색슨으로 강조하여 다른 지역과 구분한 것은 정통성에 대한 선전 목적에 따른 것이다. 알프레드 대왕은 오늘날 이길 가망이 없어 보이는 상대와 싸워 잉글랜드를 구원한 왕으로 알려져 있지만, 당대의 관점에서 잉글랜드는 아직 그렇게 대단한 존재가 아니었다. 오늘날 잉글랜드에 해당하는 낱말인 앙겔퀸(Angelcynn)이란 말을 처음 사용한 사람이 알프레드 자신이었다는 점은 당시 상황을 감안할 때 시사하는 점이 크다. 당시 잉글랜드의 다른 왕국들은 굳이 웨식스를 수장으로 삼을 이유가 없었다. 그 이전까지 패권을 쥐고 있던 머시아가 다시 수장이 될 수도 있고, 심지어 데인로의 바이킹들을 수장으로 삼는 것도 가능했다.:106-109쪽
알프레드 대왕의 입장에서는 구스룸과 평화조약 이후 되찾은 영토에 잔류한 데인인들을 비롯하여 지금까지 여러 색슨족 왕국으로 분할되었던 새 영토내에 일괄적으로 적용될 법과 제도의 정비가 절실했다. 그는 재위 마지막 10년동안 교육과 학문의 부활을 위해 심혈을 기울였다. 《앵글로색슨 연대기》의 최초 원본은 이즈음 알프레드의 궁전에서 작성되었을 것이다.:110쪽

## 집필
현존하는 모든 연대기는 사본이고 따라서 정확히 언제 원본이 처음 집필되었는 지 알 수 없다. 그러나 사학자들은 원본인 "《초기 잉글랜드 연보》"가 9세기 후반 웨식스에서 집필되었을 것이라고 여긴다. 프랭크 스탠튼은 서술된 내용을 볼 때 첫 원본은 왕실이나 귀족이 아니라 세속적 이유로 작성되었을 것이라 주장하면서 작성 장소를 "서머싯과 도싯 사이의 남서부 지방"으로 추정하였다. 원본이 집필된 후 각지의 수도원에서 보내져 사본이 만들어졌다. 시간이 지나면서 수도원의 사본들은 저마다 독립적으로 가필되었는데 소실된 부분을 다시 작성하거나 새로운 내용을 추가하면서 서로 다른 내용을 포함하게 되었다.
현존하는 사본 가운데 가장 오래 된 것은 《윈체스터 연대기》(또는 파커 연대기로도 불린다)로 891년까지 역사를 한 사람의 필경사가 작성하였다. 필경사는 연대기 여백에 DDCCXCII 이라고 제작 연도를 밝혀두어 파커 연대기를 작성한 필경사가 892년에 집필을 완료한 것을 알 수 있다. 그러나 《윈체스터 연대기》는 후대에 다른 필경사들이 가필한 부분이 있다. 다른 사료를 보아도 《윈체스터 연대기》의 제작 연도를 892년으로 추정할 수 있는데, 솔즈베리의 주교였던 아세르가 893년 집필한 《알프레트 왕의 삶》에서 이 연대기를 언급하고 있기 때문이다. 한편 현존하는 《윈체스터 연대기》는 최소 두 번 이상 다시 쓰인 것으로 이 사본의 첫 집필이 윈체스터에서 있었다는 주장에는 근거가 없다. 첫 원본의 제작 시기는 확정하기 어렵지만 알프레드 대왕(재위 871년 - 899년) 시기로 고대 영어 문어체를 사용하여 제작한 것으로 추정된다. 모든 연대기 사본이 알프레드의 왕위 계승을 언급하고 있기 때문이다.

## 현존 연대기

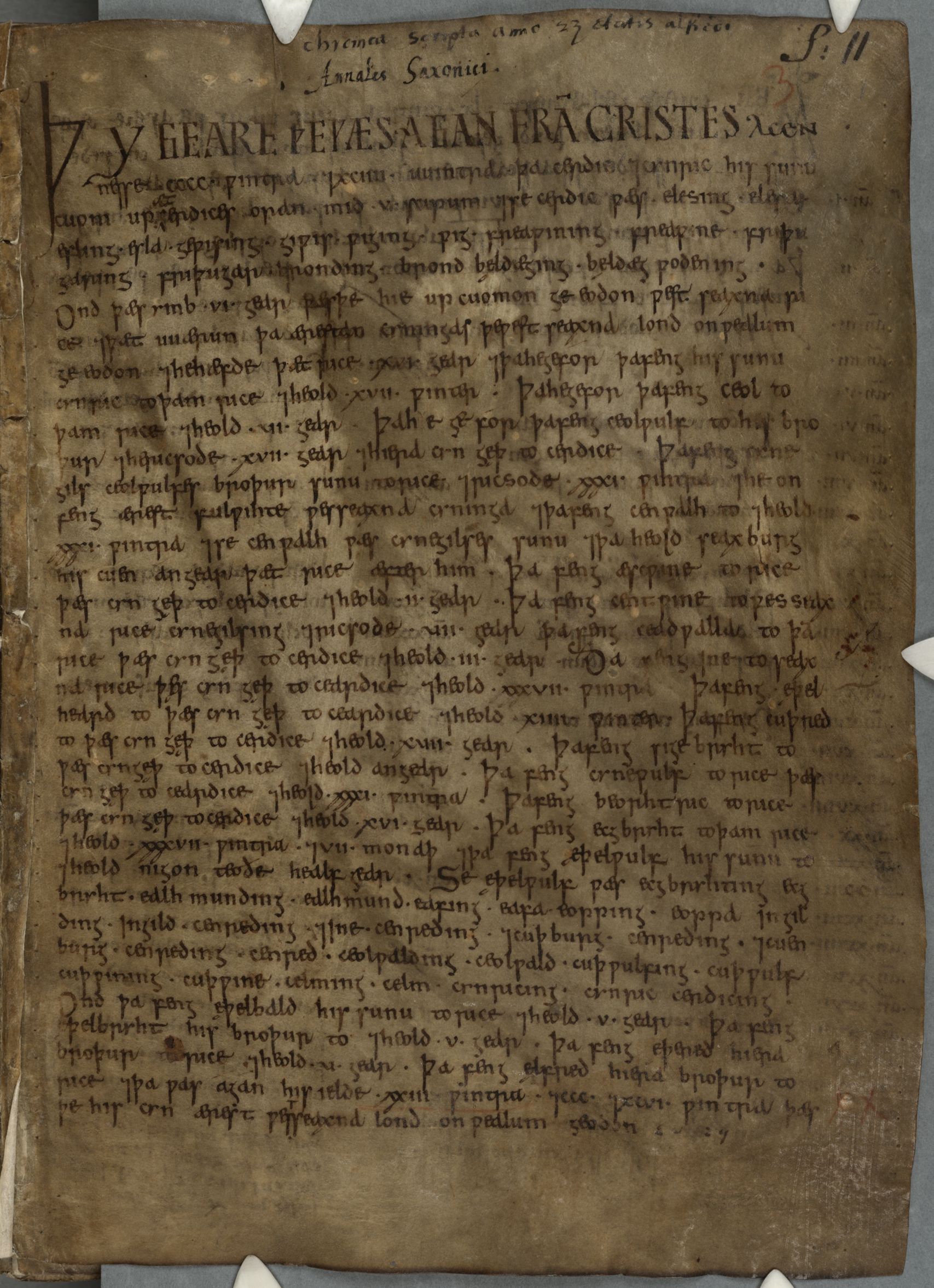
연대기의 한 쪽. 왕실의 계보를 서술하고 있다.

현존하는 연대기 9 개 가운데 7 개는 앵글로색슨어라고도 불리는 고대 영어로 작성되었다. 나머지 2 개 가운데 하나인 《켄터베리 이중언어 개요서》는 고대 영어로 쓰인 부분과 이것을 라틴어로 번역한 부분으로 되어 있고, 다른 하나인 《피터버러 연대기》는 대체로 고대 영어로 작성되어 있지만 마지막 부분은 초기 중세 영어로 작성되었다. 한편 가장 오래된 것인 《윈체스터 연대기》는 1070년까지 사용되었던 머시아 방언으로 작성되었고 1075년 라틴어로 번역되었다.
1861년 벤저민 소프는 6개의 사본을 묶어 《롤스 시리즈》를 발간하였다. 그는 A에서 F까지 기호를 부여하여 사본을 구분하였다. 소프는 또한 1731년 화재가 난 애쉬번햄 하우스에서 타다 남은 일곱번째 사본을 발견하고 이 것에 기호 G를 부여하였다. 이렇게 만들어진 관습에 따라 이후 발견된 두 사본에는 각각 H와 I가 기호로 부여되었다. 현존하는 사본의 목록은 아래와 같다.
| 번호             | 제목                          | 소장처                               | 필사본                      |
| ---------------- | ----------------------------- | ------------------------------------ | --------------------------- |
| A                | 윈체스터 연대기 (파커 연대기) | 코르푸스 크리스티 칼리지 파커 도서관 | 173                         |
| B                | 애빙던 제1연대기              | 대영도서관                           | 코튼 티베리우스 A. vi       |
| C                | 애빙던 제2연대기              | 대영도서관                           | 코튼 티베리우스 B. i        |
| D                | 워체스터 연대기               | 대영도서관                           | 코튼 티베리우스 B. iv       |
| E                | 피터버러 연대기               | 보들리 도서관                        | Laud misc. 636              |
| F                | 켄터베리 이중언어 개요서      | 대영도서관                           | 코튼 도미티안 A. viii       |
| G 또는 A2 또는 W | 윈체스터 연대기 복본          | 대영도서관                           | 코튼 오토 B. xi + 오토 B. x |
| H                | 코튼의 파편서                 | 대영도서관                           | 코튼 도미티안 A. ix         |
| I                | 부활절력 연대기               | 대영도서관                           | 코튼 칼리굴라 A. xv         |

## 사본 사이의 관계

사본 사이의 관계도. 사본 H는 이 관계도에서 빠져 있다. 원본은 추정에 의한 것이다. 북부 버전은 현존하지 않지만 사본 사이의 관계를 고려할 때 추정할 수 있다.

모든 사본은 원본에서 파생한 것이지만 사본 사이의 관계는 보다 복잡하여 단순히 하나에서 다른 하나로 이어지지 않는다. 관계도 다이어그램에서 볼 수 있듯이 사본들 사이에서도 상호 참조가 있었다.
- [A2]는 1001년에서 1013년 사이 윈체스터에서 만들어진 [A]의 사본이다.
- [B]는 11세기 중반 어빙던 수도원에서 [C]를 참조하여 편집한 것이다. [C] 역시 또 다른 사본을 바탕으로 만들어진 것이나 참조한 사본은 소실되었다.
- [D]에는 베다 베네라빌리스가 731년 집필한 노섬텀브리아 연대기인 《앵글인의 교회사》 내용이 들어가 있다. 이것은 북부 버전에서 파생된 것으로 추정되지만 북부 버전은 소실되었다.
- [E]에는 [D]에서만 언급하고 있는 머시아 기록이 담겨 있다. 피터버러 수도원에서 작성된 이 사본은 1116년 수도원 화재로 이전 사본이 소실된 뒤 다시 편집된 것이다. 다시 편집하는 과정에서 다른 사본들을 참조했을 것이다. [E]에는 캔트 또는 캔터버리 버전으로 불리는 소실된 연대기에서 참조된 내용도 있다.
- [F]에는 [E]와 동일한 캔터버리 출처가 사용되었다.
- 아세르의 《알프레드 왕의 삶》은 893년 집필되었고 849년에서 887년에 해당하는 연대기 원본의 내용이 번역되어 있다. 현존하는 사본 중에는 오직 [A]만 이 부분을 수록하고 있지만 이 역시 부분적이기 때문에 아세르가 참조한 원본은 아니다.[notes 2]
- 사학자 에델위어드는 10세 후반 연대기를 라틴어로 번역하였다. 내용을 보면 [A]와 밀접하게 연관되어 있어 애셀위어드 연대기와 [A]가 원본과 직접 연결되어 있다고 추정된다.[17]
- 아세르의 텍스트와 [A] 그리고 애덜위어드의 연대기의 유사성을 고려할 때 나머지 [B], [C], [D], [E]는 그 보다 후대에 편집된 것으로 지금은 소실된 공통의 모본을 참조한 것이라고 추정할 수 있다.[18]
- 1120년에서 1140년 사이의 어느 시점에 애빙던에서 밝혀지지 않은 작가가 라틴어 연대기인 《세인트 니어츠 연보》를 집필하였다. 이 연보는 연대기를 참조하였지만 전혀 다른 자신만의 이야기를 하고 있고, 아마도 고유의 목적에 의해 연대기의 내용을 수정하였을 것이다.[17]

현존하는 모든 연대기 사본은 756년에서 845년 사이의 사건 기록에 오류를 보인다. 그러나 《세인트 니어츠 연보》의 저자는 이 부분을 바로잡았다. 애덜위어드 연대기 역시 연대기 오류가 있지만 885년 이후의 기록에는 누락된 부분이 없다. 반면에 현존하는 연대기 사본은 모두 이 부분에 누락이 있다. 이로 보아 현존 하는 사본은 모두 최소 두 번 이상 다시 편집된 것으로 원본과는 간극이 있음을 알 수 있다.

## 사본의 역사

사본이 집필된 곳과 현재의 보관지를 나타낸 지도.

### 윈체스터 연대기
사본 [A]로 불리는 《윈체스터 연대기》 (또는 《파커 연대기》)는 현존하는 연대기 사본 가운데 가장 오래된 것이다. 기록은 올드 민스터에서 시작하였고 알프레드 재위 말까지 이어졌다. 먼저 알프레드 대왕의 가계를 설명하는 서문이 있고, 기원전 60년부터 편년체로 사건들을 기록하고 있다. 연대기의 편집 형식은 1단 32행이다. 사본 [A]는 891년 말까지의 일을 기록하였고 이를 복제한 비슷한 사본은 925-955년의 사건이 추가로 기록되었다. 이 사본이 윈체스터에서 제작되었다는 것은 분명한데, 윈체스터를 언급할 때 도시 또는 체스터라고 기록하기 때문이다. 975년 《윈체스터 연대기》는 《알프레드 법령집》, 그리고 924년 출간된 《웨식스의 계보》와 함께 묶여 출간되었고 11세기 초 캔터버리로 옮겨졌다. 이 책은 대주교 파커가 코퍼스 크리스티에 기증한 목록에서 확인할 수 있다. 캔터버리에 있는 동안 연대기의 일부 구절들이 삭제되었고 이를 참조하여 사본 [E]가 제작되었다. 자국어로 제작된 마지막 사본은 1070년에 제작되었고, 그 이후 교회는 1070년에서 1093년 사이의 사건을 추가한 라틴어 판본 "악타 란프란키"(Acta Lanfranci)를 제작하였다. 추가된 부분에는 교황과 캔터버리 대주교의 명단이 수록되었다. 연대기의 마지막 소유자는 캔터버리의 대주교(재임 1559년 - 1575년)이자 캠브리지 대학교 코퍼스 크리스티 칼리지의 학장이었던 파커로 그가 사망하자 연대기는 칼리지 도서관이 소장하게 되었다.

### 애빙던 연대기 I
사본 [B]로 불리는 《애빙던 연대기 I》은 누구인지 밝혀지지 않은 한 명의 필경사에 의해 10세기에 제작된 것으로 1단 34행 구조이다. 이 사본 역시 기원전 60세기부터 편년체로 역사를 기록하여 977년의 사건까지 기록하고 있다. 현존하는 사본은 [A]에서 파생되었으나 10세기에 더욱 확장시킨 계보를 서문을 겸해 싣고 있다. 사본 [B]가 애빙던으로 옮겨 온 까닭은 11세기 제작된 사본 [C]를 집필할 참고본으로 사용되었기 때문이다. 사본 [C]의 제작이 끝난 뒤 사본 [B]는 캔터버리에 보관되었다. 이 사본도 사본 [A]와 같이 말미에 교황과 캔터버리 대주교의 명단 목록을 수록하고 있다.

### 애빙던 연대기 II

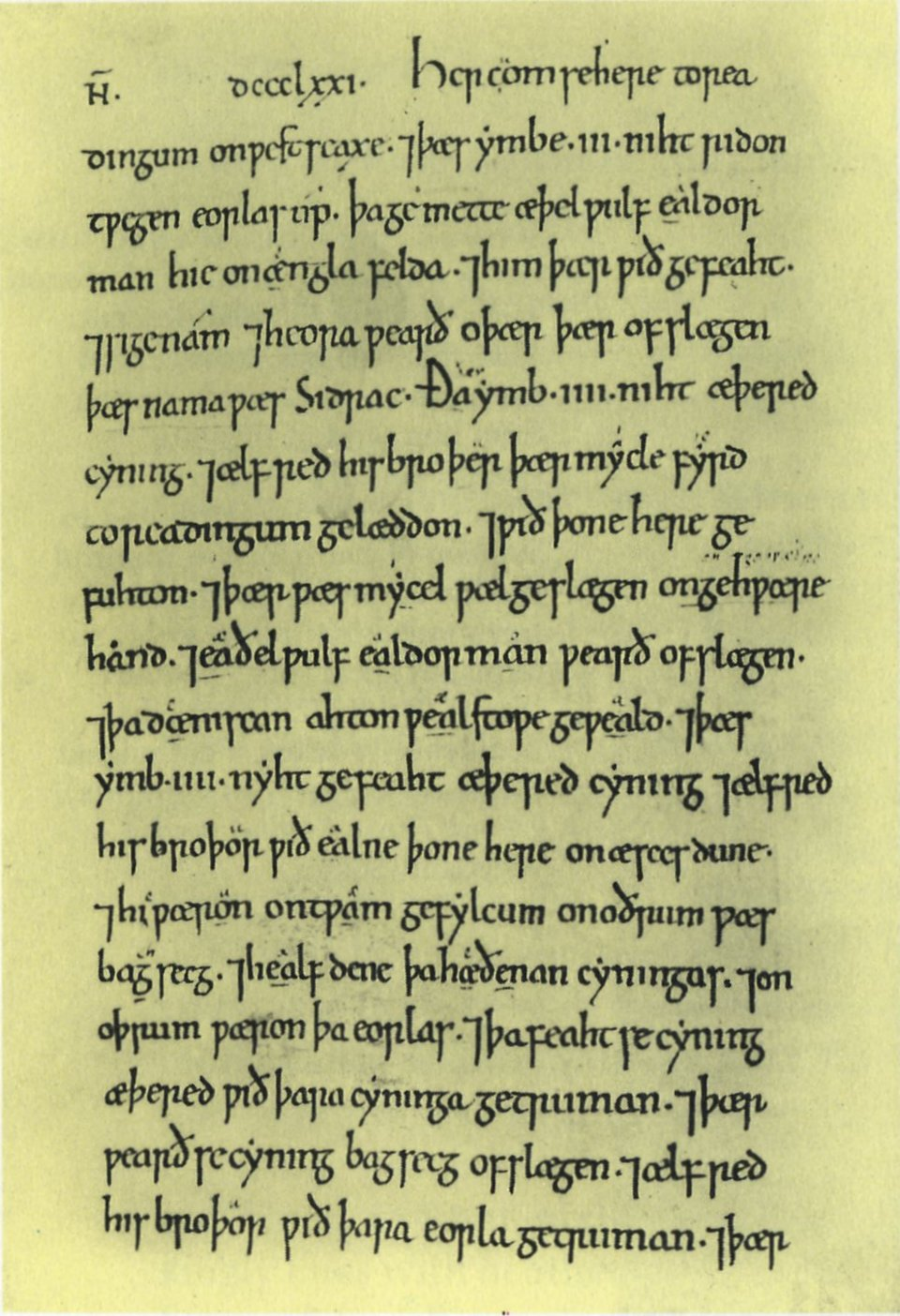
사본 [C] 《애빙던 연대기 II》의 한 쪽. 871년에 있었던 웨식스와 바이킹 사이의 전투를 서술하고 있다.

사본 [C]인 《애빙던 연대기 II》는 집필 당시 애빙던 지방의 역사를 함께 수록하고 있다. 편집 방식은 알프레드 대왕 시기 소개된 바 있는 동방정교회의 경전이나 금언집에서 영향을 받았고 내용은 기원전 60년에서 490년에 이르는 1부와 1048년까지의 사건을 기록한 2부로 나뉘어 있다. 사본 [B]와 사본 [C]는 491년과 652년의 사건 기술에서 차이를 보이고 있어 [C]가 [B] 이외의 다른 사본도 참조했을 것으로 추정된다. 이 사본은 또한 알프레드의 딸이자 머시아의 여왕이었던 애셀플래드가 902년에서 924년까지 추진하였던 머시아 토지 등기에 대해 915년 사건으로 서술하고 있다.  《애빙던 연대기 II》의 기록은 1066년까지 이어지며 스탬퍼드브리지 전투를 마지막으로 기록이 그친다. 12세기에 간단한 서술 몇 줄이 추가되었다.

### 워체스터 연대기
사본 [D]인 《워체스터 연대기》는 11세기 중반 집필되었으며 1033년 이후의 기록에서 워체스터 지방의 사건들이 수록되어 있어 그때쯤 집필되기 시작하였을 것으로 추정된다. 《워체스터 연대기》는 제작 시기를 달리하는 5개의 사본이 1054년부터 만들어졌다. 내용에는 베다 베네라빌리스의 《앵글인의 교회사》에서 가져온 것과 8세기 무렵 노섬브리아 왕국의 연대기에서 가져온 사건이 삽입되어 있다. 이 때문에 워체스터 연대기의 집필자로 요크 대주교 울프스탄 2세를 지목하는 경우도 있다. 사본 [D]는 다른 사본에 비해 잉글랜드 북부와 스코틀랜드의 사건에 대한 보다 많은 정보를 담고 있어서 잉글랜드가 스코틀랜드 궁정에 영향을 미치기 시작한 때가 이즈음이라는 추측을 가능하게 한다.

### 피터버러 연대기
사본 [E]인 《피터버러 연대기》는 1116년 연대기를 보관하던 수도원에 화재가 나서 소실된 다음 다시 집필된 것이다. 새로 만들어진 연대기는 《캔터버리 연대기》와 거의 같은 고대 영어 켄트 방언으로 쓰였다. 《피터버러 연대기》는 짦은 기간 동안 단 한 명의 필경사가 제작한 것으로 1121년 사건까지 기록되어 있다. 이 연대기에는 다른 사본에는 포함되어 있지 않은 사건들도 기록되어 있다. 사본 [D]를 참조한 것으로 추정되지만 머시아 토지 등기와 같은 사건들은 빠져있고 937년 있었던 브루넌버 전투에 대한 시가 수록되어 있다. 뒤쪽으로 1131년까지의 기록이 추가되었는데 후대에 연대기를 보관하고 있던 수도원에서 그때 그때 간략한 기록을 추가한 것이다. 이 기록들 뒤로 1154년까지의 사건을 정리한 다른 기록이 추가되어 있다. 이 마지막 기록이 언제 이루어졌는 지는 불확실하지만 초기 중세 영어로 작성되어 있다. 사본 [E]는 1633년에서 1654년 사이에 캔터버리 대주교로 있던 윌리엄 라우드가 소장하여 《라우드 연대기》로도 불린다. 1566년 《피터버러 교회의 섹슨인 이야기》라는 제목으로 라틴어로 번역되었다. 연대기를 분석한 노웰 조셀린은 라우드 이전에 윌리엄 캠던과 윌리엄 리즐이 소장하고 있었다는 점을 밝혔다.

### 켄터베리 이중언어 개요서
1100년 무렵 캔터버리 대성당에서 제작된 사본 [F]는 《켄터베리 이중언어 개요서》로 불린다. 사본 [A]를 참조하여 만들었을 것으로 추정되는 이 사본은 고대 영어와 라틴어 두 언어로 쓰였다. 사본 [D]나 [E]와 같이 계보를 서문으로 실었지만 브루넌버 전투에 대한 시는 빠져있다. 이 사본엔 많은 주석과 행간 첨언이 달려있는데 어떤 것은 참조한 사본에 달려있던 것을 옮긴 것이고 어떤 것은 이 사본의 고유한 주석이다.

### 윈체스터 연대기 복본
사본 [G]는 사본 [A]인 《윈체스터 연대기》의 복본이다. 이 때문에 사본 [A2]로도 불린다. 11세기 무렵 사본 [A]를 바탕으로 제작되었다. 이 사본에 적힌 마지막 사건은 1001년의 일로 [A]를 제외한 다른 사본들보다 일찍 제작되었을 것이다. 이 사본은 1731년 애쉬번햄 하우스가 불타면서 사본을 소장하고 있던 코튼 도서관이 함께 불타는 바람에 거의 모든 내용이 소실되었다. 남아 있는 부분은 로렌스 노웰이 1643년 출간된 에이브러햄 휠록의 연대기를 참조하여 복원하였다 그래서 이 연대기는 사본 [W]라고 불리기도 한다.

### 코튼의 파편서
코튼 도서관에서 파편으로 발견된 사본 [H]는 1113년에서 1114년의 일을 기록한 단 한 장이 남아있다.

### 부활절력 연대기
《부활절력 연대기》로 불리는 사본 [I]는 캔터버리의 교회에서 발견된 것으로 연대기에 등장하는 사건들을 연표로 정리하였다. 캔터버리의 앤셀름이 사망한 1109년까지 기록되어 있으며 대부분 영어로 쓰였지만 일부는 라틴어로 쓰였다.

### 소실된 연대기
더럼 도서관의 도서 목록에는 지금은 소실 된 연대기가 기록되어 있다. 목록에 등재된 것은 둘로 하나는 《크로니카 듀오 앙글리카》(cronica duo Anglica, 앙글리아 연대기)이고 다른 하나는 파커가 기증한 《히스트 앙글리애 삭소니카》(Hist. Angliae Saxonica, 앵글로색슨의 역사)이다.

## 출전, 신뢰도, 일자
다른 모든 사료와 마찬가지로 연대기 역시 인용에 주의가 필요하다. 특히 초기의 기록은 연대기 이전에 작성된 잉글랜드의 역사에 대한 다른 기록들과 같이 신빙성이 매우 낮다.:74 - 78쪽
연대기는 다양한 출전을 사료로 삼았다. 755년 키너울프가 시게버트를 퇴위 시키고 왕권을 빼앗은 일의 기록을 보면 당시 사건에 개입하였던 인물의 발언을 인용하고 있다. 이것으로 보아 연대기는 당시까지 존재하였던 사가를 사료로 이용한 것으로 보인다. 110년까지의 기록은 연대기 집필 당시 전해져 오던 간략한 세계사 백과인 베다 베네라빌리스의 《역사 개요》를 참조하였다. 연대기는 노섬브리아와 머시아 국왕들을 위한 연보 및 계보를 작성하였고 웨식스 주교들의 목록도 제공하고 있다. 이것들은 각기 다른 출전을 사용하여 작성되었을 것이다. 661년 있었던 켄왈의 전투를 "동쪽"에서 있었던 일로 기록하는 것으로 보아 당시 가지고 있던 당대 기록을 연대기 편집에 다시 활용한 것으로 보인다.
당시 기준으로도 오래된 고대 역사에 대한 서술이 요약된 뒤로 이어지는 당대 사건에 대한 기록은 7세기 이후 웨식스에서 있었던 일들로 시작된다. 이 기록들에 이용된 사료는 켄트, 서식스, 머시아 그리고 특히 웨식스의 것이지만 키너울프에 대한 기록을 제외하면 8세기 후반 시작된 북유럽인들의 침공 이전에는 하나로 취합되지 않은 채 제각각의 일로 서술되어 있다. 연대기는 부활절 예배의 전통 속에서 성장하였다. 성직자들은 다음해 축제의 날짜를 확정하는데 연대기를 이용하였다. 이때문에 연대기 행간에는 천문학적 일자가 다음해 특정 축일까지의 날수와 함께 기록되었다. 그러나 연대기가 점차 역사 기록서의 모양을 갖추게 되자 사건에 대한 주석이 늘면서 축일을 셈하는 기록은 사라지게 되었다. 후대의 기록은 당대의 큰 사건을 연보 맨 앞에 두고 역사적 설명을 담게 되었다.
지명이나 사건의 기록에는 종종 오류가 있다. 예를 들어 514년에서 544년사이의 사건을 기술하면서 연대기는 "위트가르"(Wihtgar)를 언급하고 있다. 위트가르는 와이트섬(Isle of Wight)의 위트가르 성채에 묻힌 것으로 추정되어 와이트섬이라는 명칭의 유래로 알려져 있다. 그러나 와이트섬은 앵글로색슨어와 상관없이 로마 제국 시기 이 섬을 부르던 명칭인 라틴어 벡티스(Vectis, 지레)에서 온 것이다. 한편 연대기는 매우 이른 시기의 기록에서부터 와이트섬을 위트가르와 연결하고 있다. 일종의 민간어원인 셈이다.</ref>
사건이 일어난 일자 역시 마찬가지로 주의가 필요한데 후대에 가필하면서 연대 표기에 종종 오류를 남겼다. 예를 들어 사본 [D]는 1044년 연보를 누락한 채 1045년에서 10052년까지의 기록을 남기면서 연대기의 왼쪽 편에 연대를 표기했기 때문에 이 기간의 날짜들은 정확하지가 않다. 더욱 어려운 문제는 오늘날과 같이 새해의 첫날을 1월 1일로 삼는 관습이 당시에는 없었다는 것이다. 사본 [E]에 작성된 1091년의 새해 첫날은 크리스마스이다. 이는 당시까지도 이어지던 옛 관습을 따른 것이다. 한편 사본 [C]는 당시 춘분으로 삼았던 3월 25일을 1044년의 새해 첫 날로 여겼다. 이 사본은 에드워드 참회왕의 결혼식이 열린 1045년 1월 23일을 포함하여 1045년 4월 22일까지 1044년으로 기록하였다. 한편 9월을 새해의 출발로 보는 사본도 있다. 당시 연도의 표기는 로마 숫자를 따랐고 아라비아 숫자는 사용되지 않았기 때문에 이러한 혼란은 더욱 가중된다.
각각의 사본들은 서로 다른 곳에서 제작되었고 제작자의 편향이 반영되어 있다. 연대기 배포의 목적에는 알프레드 대왕이 자신의 영광을 부각시키고 왕권을 강화하기 위한 선전도 포함되었을 것이다. 그러나 이러한 평가를 모두가 동의하지는 않지만 연대기가 웨식스를 중심에 놓고 다른 앵글로색슨 왕국들을 서술하며 바이킹을 침략자로 그리고 있는 점은 분명하다. 예를 들어 829년의 기록에서 연대기는 노섬브리아를 침공한 에그버트를 기록하면서 그가 머시아와 에식스를 정복한 뒤 모든 잉글랜드 국가의 패자를 뜻하는 브레트왈다(Bretwalda, 브리튼의 왕)가 되었다고 하면서 그가 노섬브리아로 진격하자 노섬브리아는 복속을 약속하면서 평화를 제안하였다고 기록하고 있다. 그러나 13세기 버킹엄셔 출신 연대기 사가인 웬도버의 로저는 전혀 다른 이야기를 전한다. 로저는 "에그버트가 남부 왕국들을 굴복시킨 뒤 많은 군사로 노섬브리아를 침공하였고 곳곳을 돌며 약탈을 일삼자 노섬브리아 왕은 조공을 바치게 되었다"고 기록하였다.
때때로 사본 사이에서도 기록이 상충하는 부분이 있다. 예를 들어 이스트앵글리아의 백작이자 머시아 백작 레오프릭의 아들인 앨프가르는 1055년 추방당했는데, 사본 [C], [D], [E]는 서로 다른 이야기를 기록하고 있다.
- [C]: "레오프릭의 아들 앨프가르 백작은 아무런 잘못도 없이 추방되어 ..."
- [D]: "레오프릭의 아들 앨프가르 백작은 큰 잘못이 없었지만 추방되어 ..."
- [E]: "앨프가르 백작은 국왕과 만백성에 대한 반역자로 지목되어 추방되었다. 그는 자신의 의사에 반하는 말이긴 했지만, 사람들이 모여들기 전에 이를 시인하였다."

앨프가르에 대해선 또 다른 상충되는 기록이 있다. 그는 1058년 머시아의 백작이 되었고 그해 다시 추방되었는데 이 시기에 대해선 오직 사본 [D]만이 다음과 같이 언급하고 있다. "여기 백작 앨프가르가 추방되었다. 그러나 그는 노르웨이로부터 그루피드의 도움을 받아 군대를 배에 태워 함께 돌아와 폭력을 불러 일으켰다. 이것으로 이 모든 일이 어떻게 일어났는 지 장황하게 늘어놓게 되었다." 다른 사본들은 간략히 노르웨이인들이 잉글랜드를 정복하려고 하였다는 점만을 언급하고 있고 사본 [E]는 아예 이부분에 대해 언급이 없다. 사본 [D]만이 앞뒤 사정을 그나마 서술하고 있다. 연대기가 언급하지 않고 있는 다른 일들은 그것을 기록한 다른 사료들이 오류를 범한 경우가 대부분이지만 이 일에 대해서만큼은 다른 사료들이 매우 중요하게 다루고 있는 사건에 대해 연대기가 침묵하고 있다.

## 라틴어 번역과 앵글로노르만 사학자들의 이용
연대기 사본을 이용한 앵글로노르만인 사학자 중에는 워체스터의 존, 맬머스버리의 윌리엄, 그리고 헌팅던의 헨리가 중요하게 여겨진다. 그들은 각기 자신들의 기록에 연대기를 인용하였다. 더럼의 사이먼 역시 연대기 사본을 가지고 있었다. 후대의 중세 시기 사학자들 역시 연대기 사본을 소장하였거나 연대기를 언급한 다른 사료들을 참조하였고 이후 연대기는 잉글랜드 역사학 전통의 주류가 되었다.
헌팅던의 헨리가 사용한 연대기 사본은 사본 [E]와 매우 비슷한 것이었으리라 생각된다. 헨리의 저술에는 1121년 이후의 사건에에 대해 연대기를 인용한 언급이 없는데 사본 [E]의 마지막 기록이 1121년까지 이어지기 때문이다. 헨리는 사본 [C] 역시 사료로 이용하였다.
노르만 왕조 시기 만들어진 《웨벌리 연보》는 사본 [E]와 비슷한 사본을 이용한 것으로 보이는데 여기에는 《피터버러 연대기》가 중요하게 다루는 사건들이 담겨있지 않다. 이 사본은 당시 연대기 사가였던 조프리 가이머가 번역했는데 그가 본 사본이 어떤 것이었는 지는 밝혀지지 않았다. 역사학자 도로시 화이트록(1901년 – 1982년)은 가이머가 이용한 사본이 "E 나 F 보다 양호한 상태였을 것"이라며 가이머가 그가 활동하던 12세기 중반에 윈체스터 사본을 직접 이용했을 수 있다는 점을 암시한다고 평했다. 화이트록은 현존하지 않는 사본 [A]의 원본이 가이머 시기에 존재했다면 왜 이것이 계속해서 기록을 이어나가지 않았는 지와 컨터버리 수도원으로 옮겨졌는 지에 대한 이유를 설명할 수 있다고 생각했다. 노르만 왕조 입장에서 《앵글로색슨 연대기》는 정복당한 지난 왕조의 기록이기 때문이다.
워체스터의 존은 《연대기 사본》을 집필했는데 그가 사용한 것 역시 사본 [A]이거나 그와 매우 비슷한 사본이었을 것으로 보인다. 대 에드워드의 윈체스터 진군을 마지막으로 연대기가 끝나기 때문이다. 한편 사본 [C]와 [D]에만 나타나는 머시아 토지 등기를 언급하는 것으로 보아 그것들 역시 참조한 것으로 보인다.
멜머스버리의 윌리엄이 이용한 사본은 [E]와 비슷한 것으로 보이지만 현존하는 [E]와는 다른 점이 있다. 아마도 [E]를 만드는 데 사용된 사본을 참조했을 수 있다. 그는 켄웰의 위트게너스버그 전투를 언급하고 있는데 이 사건은 현존하는 어느 사본에도 기록되어 있지 않기 때문에 윌리엄이 사용한 사본은 후대에 소실되었을 것이다.

## 중요성
《앵글로색슨 연대기》는 앵슬로색슨 시기 잉글랜드 역사를 전하는 사료들 가운데 가장 중요한 것이다. 연대기를 제외하면 베다 베네라빌리스의 《앵글인의 교회사》 정도가 당시의 역사를 살필 수 있는 사료다. 연대기를 살피지 않고서는 로마 제국의 퇴각 이후부터 노르만 정복사이의 잉글랜드 역사를 알 방법이 없다. 고대 영어 학자인 니콜라스 호우(Nicholas Howe, 1953년–2006년)는 연대기와 교회사를 "앵글로색슨의 역사상 위대한 두 작품"으로 평가하였다. 잉글랜드에 기독교가 전파된 이래 많은 기록이 남겨졌으나 위 두 문서를 제외하면 원래의 형태가 그대로 남은 것이 없다. 연대기의 후대 기록이 사본에 따라 차이를 보이는 것은 사료가 당대 사건의 목격자일뿐만 아니라 해석자라는 점을 일깨운다. 또한 초기 기록들 역시 다른 사료에서는 볼 수 없는 사건들을 확인할 수 있게 한다.
연대기는 사료로서 뿐만 아니라 영어의 발전 과정을 보여주는 자료로서도 중요하다. 《피터버러 연대기》는 고대 영어로 사건을 기록하다가 1131년을 기점으로 중세 영어를 사용한다. 이로서 초기 중세 영어의 용례를 확인할 수 있다. 호우는 연대기가 집필되던 당시 앵글로색슨인의 정신도 알 수 있다는 점도 지적한다. 그는 《로마: 앵글로색슨 잉글랜드의 수도》에서 연대기에 쓰인 많은 기록들에서 앵글로색슨인들이 로마를 정신적인 고향으로 여겼다고 말하면서 로마와 로마의 역사는 연대기 속에서 가장 중요한 전거로 언급된다는 점을 꼽았다. 예를 들어 기원후 1년의 기록에는 옥타비아누스 아우구스투스의 기독교의 공인이 예수의 탄생보다 먼저 기록되어 있다.
연대기의 집필자들은 문학적 요소에는 관심이 없었지만 10세기 무렵 왕가의 인물이나 행위를 칭송하는 고대 영어로 된 시들이 수록되어 있다. 이를테면 937년 애설스탄이 바이킹을 상대로 승리한 브루넌버러 전투를 노래한 시, 〈다섯 성의 함락〉(942년), 〈에드가 왕의 대관〉(973년), 〈에드가 왕의 죽음〉(975년), 〈알프레드 왕자의 죽음〉(1036년), 〈참회왕 에드워드의 죽음〉(1065년)과 같은 것들이 있다.

## 출간
연대기의 가장 중요한 초기 출판물은 1692년 에드문드 깁슨(그는 1716년 링컨의 주교가 되었다)이 제작한 《색슨 연대기》이다. 깁슨은 고대 영어 텍스트와 나란히 라틴어 번역을 실었고 이 판본은 19세기까지 표준으로 자리잡았다. 깁슨이 사용한 사본은 《피터버러 연대기》다. 벤자민 소르프(Benjamin Thorpe)가 1861년 사본 [A]에서 [F]까지를 구분하여 출간 《롤스 시리즈》를 출간하여 연대기의 표준을 대체하였다.
1865년 존 얼이 《색슨 연대기 두 종의 병기》를 집필하였다. 이 책은 찰스 플러머가 각주와 부록, 용어 해설을 덧붙여《개정 텍스트》로 편집하였는데 모두 2 권으로 된 이 책은 1892년과 1899년 각기 1권과 2권이 출간되었다. 이 책에는 사본 [A]와 [E]가 수록되어 있으며 다른 버전의 사료를 폭 넓게 사용하여 주석에 담았다. 1952년 복각하였다.
1980년대에 이르러 각각의 사본을 종합 편집하여 하나의 책으로 묶는 프로젝트가 《앵글로색슨 연대기: 공동 편집》이라는 이름으로 시작되었다. 이 시리즈는 현존하지 않는 북부 사본의 내용을 추정하는 등 기존과 다른 시도를 하였지만 기본적으로는 사본 [A]를 바탕으로 하였다. 현대 영어로 번역한 것으로는 1996년 런던에서 출간된 마이클 스워튼의 《앵글로색슨 연대기》가 있다. 이 책은 페이지 앞면에 사본 [A]를 뒷면에 동일한 내용의 사본 [E]를 수록하고 있고 다른 사본들의 특기할 만한 내용들을 주석으로 담았다.
사본 [A]의 영인본 《파커 연대기와 법령》은 옥스퍼드 대학교 출판부가 1941년 제작하였다. 1981년 보이텔 앤드 브러워 출판사가 사본 [A]에서 [G]까지를 수록한 《앵글로색슨 연대기: 공동 편집》을 제작하였다. 이 시리즈는 모두 3권으로 1963년까지 출간되었으며 사본 간을 비교 연구하려는 학자들을 대상으로 하였다. The [C] manuscript had been edited by H. A. Rositzke as "The C-Text of the Old English Chronicles", in Beiträge zur Englischen Philologie, XXXIV, Bochum-Langendreer, 1940; 2000년 《공동 편집》이 케터린 오브리언 오키프에 의해 출간되었다. 이 책은 학술 목적으로 1926년 출간된 사본 [D]를 바탕으로 한 《영국 박물관 소장 앵글로색슨 연대기》를 참조하였다.

### 내용주
1. ↑  리처드 에이벨스는 "사학자들은 기본적으로 연대기 원본이 최소 890년까지의 기록을 수록하고 있었다는 데 동의한다"고 말했다. 키네스와 래피지는 "바이킹들이 다시 돌아와 잉글랜드에 정착하기 시작한 892년 후반에서 893년 초반까지의 일들은 연대기 원본에 수록되었을 것"이라고 추정한다.[8][9]
2. ↑  아세르는 알프레드의 계보에서 사본 [A]에 있는 에슬라를 누락하였다. 에슬라는 [A]는 기록되어 있지만 [D]에는 빠져있다.[16]
3. ↑  연대기에 나타나는 최초의 당대 기록은 648년의 일이다.[32]
4. ↑  예를 들어 케네스와 래피지는 오히려 웨식스 왕조의 선전에 저항하기 위한 수단으로 연대기가 집필되었을 수 있다고 주장한다.[38]

### 참조주
1. ↑  Translation of this scanned page - Bosworth, The Elements of Anglo-Saxon Grammar, p. 277.
2. 1 2 3 4  케네스 O. 모건, 영국사학회 역, 《옥스퍼드 영국사》, 한울, ISBN 978-89-460-6133-0
3. ↑  Henry of Huntingdon (1996). Diana E. Greenway (ed.). Historia Anglorum: the history of the English. Oxford: OUP. ISBN 0-19-822224-6.  pp. lx–lxi.
4. ↑  s:글로벌 세계 대백과사전/세계사/중세 유럽과 아시아/중세 유럽의 성립/게르만 민족의 대이동
5. ↑  Hadley, Dawn (2009). "Viking Raids and Conquest". In Stafford, Pauline (ed.). A Companion to the Early Middle Ages: Britain and Ireland, c. 500–c. 1100. Chichester: Blackwell. ISBN 978-1-4051-0628-3. p. 205
6. ↑  Frank Stenton, Anglo-Saxon England, 3rd ed. Oxford: Clarendon, 1971, ISBN 978-0-19-821716-9, p. 386 -393.
7. ↑  소실된 연대기 원본을 지칭하는 가상의 이름이다. - G. O Sayles, The Medieval Foundations of England (London 1966) p. 7
8. 1 2  Abels, Alfred the Great, p. 15.
9. 1 2  Keynes and Lapidge, Alfred the Great, p. 41.
10. ↑  F. M. Stenton, 'The South-Western Element in the Old English Chronicle', in A. G. Little ed, Essays in Medieval History presented to T. F. Tout (Manchester 1925) p. 22
11. ↑  Swanton, The Anglo-Saxon Chronicle, pp. xx–xxi.
12. 1 2 3 4 5 6 7 8 9 10 11 12 13 14 15 16 17  Swanton, The Anglo-Saxon Chronicle, pp. xxi–xxviii.
13. ↑  Keynes and Lapidge, Alfred the Great, p. 55.
14. ↑  Wormald, "Alfredian Manuscripts", p. 158, in Campbell et al., The Anglo-Saxons.
15. ↑  Hunter Blair, Roman Britain, p. 12.
16. ↑  Keynes and Lapidge, Alfred the Great, pp. 228–229, n. 4.
17. 1 2  Swanton, The Anglo-Saxon Chronicle, pp. xix–xx.
18. 1 2 3 4 5 6 7 8  Whitelock, English Historical Documents, pp. 113–114.
19. 1 2 3  Ker, Catalogue of Manuscripts, p. 57.
20. 1 2  Whitelock, English Historical Documents, pp. 109–112.
21. ↑  Ker, Catalogue of Manuscripts, p. 249.
22. ↑  Ker, Catalogue of Manuscripts, pp. 251–52.
23. 1 2  Ker 424-26.
24. ↑  Harrison, "William Camden and the F-Text," p. 222.
25. ↑  Howorth, "The Anglo-Saxon Chronicle," p. 155.
26. ↑  Gneuss, Handlist, p. 63.
27. ↑  Ker, Catalogue of Manuscripts, p. 174.
28. ↑  Ker, Catalogue of Manuscripts, p. 175.
29. ↑  “Cambridge, University Library, Hh. 1. 10 – The Production and Use of English Manuscripts:1060 to 1220”. 2019년 5월 4일에 원본 문서에서 보존된 문서. 2011년 7월 23일에 확인함.
30. ↑  Greenfield, A New Critical History, p. 60.
31. ↑  Swanton, The Anglo-Saxon Chronicle, pp. xviii–xix.
32. 1 2  Yorke, Kings and Kingdoms, p. 128.
33. ↑  Lapidge, Encyclopedia of Anglo-Saxon England, p. 35.
34. ↑  Crystal, The Cambridge Encyclopedia, 15.
35. ↑  Swanton, The Anglo-Saxon Chronicle, p. 16.
36. ↑  Swanton, The Anglo-Saxon Chronicle, pp. xiv–xvi.
37. ↑  Campbell,The Anglo-Saxon State, p. 144.
38. ↑  Keynes and Lapidge, Alfred the Great, p. 55.
39. ↑  Swanton, The Anglo-Saxon Chronicle, pp. 60–61.
40. ↑  P. Wormald, "The Ninth Century", p. 139, in Campbell et al., The Anglo-Saxons.
41. 1 2  Translations from Swanton, The Anglo-Saxon Chronicle, pp. 184–18.
42. 1 2  Campbell et al., The Anglo-Saxons, p. 222.
43. 1 2  Lapidge, Encyclopedia of Anglo-Saxon England, p. 36.
44. 1 2  Hunter Blair, An Introduction, p. 355.
45. 1 2  Howe, Nicholas (2004). “Rome: Capital of Anglo-Saxon England”. 《Journal of Medieval and Early Modern Studies》 34 (1): 147–72.
46. ↑  Hunter Blair, Roman Britain, p. 11.
47. ↑  에드문드 깁슨이 출간한 연대기의 정식 명칭은 《색슨 연대기: 잉글랜드 왕국에서 집필된 연보를 중심으로, 기독교의 도입 이후 1154년까지 이어진 기록을 라틴어 번역과 병기함, 연대기에 나타낸 사건의 원래 지명과 현재 지명을 조사하여 해석함》(Chronicon Saxonicum; seu Annales Rerum in Anglia Praecipue Gestarum, a Christo nato ad Annum Usque MCLIV. deducti, ac jam demum Latinitate donati. Cum Indice Rerum Chronologico. Accedunt Regulae ad Investigandas Nominum Locorum Origines. Et Nominum Locorum ac Virorum in Chronico Memoratorum Explicatio). 초판에 대한 상세 정보는 “Law Books – October 2002 List”. 2007년 11월 28일에 원본 문서에서 보존된 문서. 2014년 3월 2일에 확인함. 참조
48. ↑  John Earle (1865). 《Two of the Saxon chronicles parallel: with supplementary extracts from the others》. Clarendon Press.
49. ↑  John Earle; Charles Plummer (1892). 《Two of the Saxon Chronicles Parallel: Text, appendices and glossary》. Clarendon Press.
50. 1 2 3 4 5  Whitelock, English Historical Documents, p. 129.
51. ↑  Cyril Hart, "Some recent editions of the Anglo-Saxon Chronicle", Medium Ævum, vol. 66, no. 2 (1997), pp. 293–301.

## 참고 문헌
- Abels, Richard (2005). 《Alfred the Great: War, Kingship and Culture in Anglo-Saxon England》. Longman. 15쪽. ISBN 0-582-04047-7.
- Bately, Janet M. (1986). 《The Anglo-Saxon Chronicle: A Collaborative Edition. Vol. 3: MS. A.》. Cambridge: D.S. Brewer. ISBN 0-85991-103-9.
- Bosworth, Joseph (1823). 《The Elements of Anglo-Saxon Grammar》. London: Harding, Mavor and Lepard.
- Campbell, James; John, Eric; Wormald, Patrick (1991). 《The Anglo-Saxons》. New York: Penguin Books. ISBN 0-14-014395-5.
- Campbell, James (2000). 《The Anglo-Saxon State》. Hambledon and London. ISBN 1-85285-176-7.
- Crystal, David (1995). 《The Cambridge Encyclopedia of the English Language》. Cambridge: Cambridge University Press. ISBN 0-521-59655-6.
- Ekwall, Eilert (1947). 《The Concise Oxford Dictionary of English Place-Names》. Oxford: Clarendon Press. OCLC 3821873.
- Gneuss, Helmut (2001). 《Handlist of Anglo-Saxon Manuscripts: A List of Manuscripts and Manuscript Fragments Written or Owned in England up to 1100》. Medieval and Renaissance Texts and Studies 241. Tempe: Arizona Center for Medieval and Renaissance Studies. ISBN 978-0-86698-283-2.
- Greenfield, Stanley Brian (1986). 《A New Critical History of Old English Literature》. New York: New York University Press. 60쪽. ISBN 0-8147-3088-4.
- Harrison, Julian (2007). “William Camden and the F-Text of the Anglo-Saxon Chronicle”. 《Notes and Queries》 54 (3): 222–24. doi:10.1093/notesj/gjm124.
- Howorth, Henry H. (1908). “The Anglo-Saxon Chronicle: Its Origin and History”. 《The Archaeological Journal》 65: 141–204.
- Hunter Blair, Peter (1960). 《An Introduction to Anglo-Saxon England》 3판. Cambridge: Cambridge University Press. (2003 edition: ISBN 0-521-83085-0)
- Hunter Blair, Peter (1966). 《Roman Britain and Early England: 55 B.C. – A.D. 871》. New York: Norton. ISBN 0-393-00361-2.
- Ker, Neil Ripley (1957). 《Catalogue of Manuscripts Containing Anglo-Saxon》. Oxford: At the Clarendon.
- Keynes, Simon; Michael Lapidge (2004). 《Alfred the Great: Asser's Life of King Alfred and other contemporary sources》. New York: Penguin Classics. ISBN 0-14-044409-2.
- Lapidge, Michael (1999). 《The Blackwell Encyclopedia of Anglo-Saxon England》. Oxford: Blackwell Publishing. ISBN 0-631-22492-0.
- Plummer, Charles (1885). 《Two of the Saxon Chronicles Parallel》.
- Savage, Anne (1997). 《The Anglo-Saxon Chronicles》. Gadalming: CLB. ISBN 1-85833-478-0.
- Smith, Albert Hugh (1935). 《The Parker Chronicle (832–900)》. Methuen's Old English Library, Prose Selections 1. London: Methuen.
- Swanton, Michael (1996). 《The Anglo-Saxon Chronicle》. New York: Routledge. ISBN 0-415-92129-5.
- Thorpe, Benjamin (1861). 《The Anglo-Saxon Chronicle》. Rolls Series 23. London: Longman.
- Whitelock, Dorothy (1968). 《English Historical Documents v. 1 c. 500–1042》. London: Eyre & Spottiswoode.
- Wormald, Patrick (1991). "The Ninth Century." In Campbell et al., The Anglo-Saxons, 132–159.
- Yorke, Barbara (1990). 《Kings and Kingdoms of Early Anglo-Saxon England》. London: Seaby. ISBN 1-85264-027-8.